# Robert Novak
Robert David Sanders Novak (Joliet, Illinois, Estados Unidos, 26 de febrero de 1931 - Washington D. C., Estados Unidos, 18 de agosto de 2009) también conocido como "Bob", fue un comentador político conservador y columnista sindicalizado estadounidense. 

## Biografía
Novak nació en una familia judía en Joliet, Illinois. Estudió en la Universidad "University of Illinois at Urbana-Champaign" entre 1948 y 1952, graduándose con el grado de Bachiller en Artes. Durante su estancia en la universidad perteneció a la Fraternidad Alpha Epsilon Pi. La carrera periodística de Novak comenzó en el Joliet Herald-News, The Daily Illini, y The Champaign-Urbana Courier cuando aún no había terminado sus estudios.
La esposa de Novak, Geraldine, fue secretaria del Presidente Lyndon B. Johnson. El matrimonio tiene un hijo llamado Alex, quien trabaja como editor en Regnery Publishing.
Como periodista tuvo la columna política sindicalizada de mayor duración en los EE. UU. (45 años, a febrero de 2008). Durante su carrera, Novak se hizo un nombre como columnista (escribiendo para el Inside Report desde 1963) y como personalidad de televisión (apareciendo en varios programas de CNN, siendo los programas antiguos más notables The Capital Gang, Crossfire, y Evans, Novak, Hunt, & Shields). Novak anunció que fue diagnosticado con un tumor cerebral y que su prognosis estuvo en su punto "álgido" el 4 de agosto de 2008, lo que motivó su jubilación.

## Pensamiento político y religioso
A pesar de sus tendencias conservadoras Novak está registrado como demócrata. Tuvo un pensamiento más centrista durante su juventud; de hecho, apoyó las candidaturas presidenciales de los candidatos demócratas John F. Kennedy y luego de Lyndon B. Johnson, de este último fue amigo.
En sus últimos años, Novak se inclinó por ideas liberales como las rebajas de impuestos o la reducción el tamaño de la administración, pero sus desacuerdos con los principales republicanos y neoconservadores (especialmente sobre la guerra en Irak) motivó que se le considerara "paloconservador". En julio de 2007 Novak expresó su apoyo a la candidatura a las primarias Republicanas de Ron Paul.
Nacido en una familia judía, Novak se convirtió al catolicismo en 1998, tras conocer a Peter Vaghi, a quien conoció antes de que se convirtiera en el Padre Vaghi, cambiando la política por el sacerdocio.